# Cerámicas del Sur
Cerámicas del Sur ist eine Ortschaft in Uruguay.

## Geographie
Cerámicas del Sur befindet sich auf dem Gebiet des Departamento San José in dessen Sektor 6 in der Cuchilla Mangrullo. Nächstgelegene Ansiedlungen sind Playa Pascual und Santa Mónica im Südosten. Im Nordwesten ist in einigen Kilometern Entfernung Libertad gelegen.

## Infrastruktur

### Verkehr
Durch Cerámicas del Sur führt die Ruta 1. 

### Wirtschaft
Nahe dem Orte hat das ursprünglich gleichnamige, Kacheln und Fliesen produzierende Unternehmen seinen Sitz, dass später unter Cerámicas de San José firmierte.

## Einwohner
Die Einwohnerzahl von Cerámicas del Sur beträgt 93 (Stand: 2011), davon 40 männliche und 53 weibliche. Für die vorhergehenden Volkszählungen der Jahre 1963, 1975 und 1985 sind beim Instituto Nacional de Estadística de Uruguay keine Daten erfasst worden.
| Jahr | Einwohner |
| ---- | --------- |
| 1963 | -         |
| 1975 | -         |
| 1985 | -         |
| 1996 | 87        |
| 2004 | 86        |
| 2011 | 93        |

Quelle: Instituto Nacional de Estadística de Uruguay